# Zlatko Vujović
Zlatko Vujović (* 26. August 1958 in Sarajevo) ist ein ehemaliger jugoslawischer Fußballspieler.

## Karriere
Vujović begann seine Karriere 1976 zusammen mit seinem Zwillingsbruder Zoran bei Hajduk Split. Er gewann mit den Kroaten einmal die jugoslawische Meisterschaft und zweimal den jugoslawischen Pokal. In seine Zeit in Split fielen auch die Berufungen in die jugoslawische Nationalmannschaft zur Weltmeisterschaft 1982 in Spanien, wo Vujović dreimal eingesetzt wurde und die Jugoslawen in der ersten Gruppenphase ausschieden, sowie zur Fußball-Europameisterschaft 1984 in Frankreich, wo der Stürmer dreimal eingesetzt wurde und der Auswahl das gleiche Schicksal widerfuhr wie 1982. Vujović war außerdem Mitglied der jugoslawischen Auswahl, die 1980 in Moskau am olympischen Fußballturnier teilnahm und den vierten Platz belegte. 1981 wurde er Fußballer des Jahres in Jugoslawien.
1986 wechselte er nach Frankreich zu Girondins Bordeaux. In seinem ersten Jahr in der Weinstadt konnte er gleich eine französische Meisterschaft und einen französischen Pokal gewinnen. 1988 wechselte er an die Côte d’Azur zum AS Cannes. Nach nur einem Jahr Cannes ging Vujović in die Hauptstadt Frankreichs zu Paris Saint-Germain. In seiner Zeit an der Seine wurde er in den jugoslawischen Kader zur Weltmeisterschaft 1990 in Italien berufen. Vujović spielte fünf Mal und bekam eine Gelbe Karte, Jugoslawien schied im Viertelfinale aus. Nach zwei Jahren in Paris verschlug es ihn zum FC Sochaux, wo er wiederum nur ein Jahr aktiv war. Danach ließ er seine Karriere beim OGC Nizza in der Saison 1992/1993 ausklingen.

## Erfolge
- einmal jugoslawischer Meister 1979
- zweimal jugoslawischer Pokalsieger 1977, 1984
- Spieler des Jahres in Jugoslawien 1981
- einmal französischer Meister 1987
- einmal französischer Pokalsieger 1987